# Naguilián (La Unión)
Naguilán  (Bayan ng  Naguilan) es un municipio filipino de primera categoría, situado en la isla de Luzón y perteneciente a  la provincia de La Unión en la Región Administrativa de Ilocos, también denominada Región I.

## Barangays
Naguilán se divide, a los efectos administrativos, en 37  barangayes o barrios, conforme a la siguiente relación:
| - Aguioas - Al-alinao del Norte - Al-alinao del Sur - Ambaracao del Norte - Ambaracao del Sur - Angin - Balecbec - Bancagan - Baraoas del Norte | - Baraoas del Sur - Bariquir - Bato - Bimmotobot - Cabaritan del Norte - Cabaritan del Sur - Casilagan - Dal-lipaoen - Daramuangan - Guesset | - Gusing del Norte - Gusing del Sur - Imelda - Lioac del Norte - Lioac del Sur - Magungunay - Mamat-ing del Norte - Mamat-ing del Sur - Nagsidorisan | - Natividad (Población) - Ortiz (Población) - Ribsuan - San Antonio - San Isidro - Sili - Suguidan del Norte - Suguidan del Sur - Tuddingan |  |

## Historia
La iglesia parroquial católica de Naguilian data de 1739, en su  centenario (1839) tuvo lugar  creación de este nuevo municipio segregando su término del de Bauang.
Cuando en 1850 fue creada la provincia filipina de La Unión Naguilian fue uno de los doce pueblos que la formaron.